# Nearctaphis argentinaeradicis
Nearctaphis argentinaeradicis är en insektsart som först beskrevs av David D. Gillette och Palmer 1932.  Nearctaphis argentinaeradicis ingår i släktet Nearctaphis och familjen långrörsbladlöss. Inga underarter finns listade i Catalogue of Life.